# Hugo Fregonese
Hugo Fregonese (Mendoza, 8 aprile 1908 – Buenos Aires, 17 gennaio 1987) è stato un regista cinematografico, sceneggiatore, giornalista e montatore argentino.

## Biografia
Di origini italiane (la famiglia era originaria di Treviso), frequentò la Facoltà di Economia dell'Università di Buenos Aires, ma non giunse alla laurea. Nel 1935 iniziò a lavorare come giornalista sportivo. Venne poi ingaggiato come consulente tecnico per i film con tematiche latino americane. Nel 1938 rientrò in Argentina lavorando come montatore, assistente regista e infine dirigendo cortometraggi. Nel 1942 fece il suo debutto come regista di lungometraggi a soggetto, specializzandosi nei western e nei gialli. I suoi film più importanti sono Apenas un delincuente (1949), realizzato in Argentina e presentato alla 10ª Mostra internazionale d'arte cinematografica di Venezia; quindi, ancora negli Stati Uniti, Una mano nell'ombra (1953) e Pioggia di piombo (1954). In seguito diresse molti film, in Europa e anche in Italia. Dal primo matrimonio, avvenuto nel 1947 con l'attrice americana Faith Domergue, ebbe due figli, Diana Maria e John Anthony. La coppia divorziò nel 1958. Continuò la sua attività di regista fino al 1975.

## Filmografia

### Regista
- L'ultima carica (Pampa bárbara) (1945)
- Donde mueren las palabras (1946)
- De hombre a hombre (1949)
- Apenas un delincuente (1949)
- Appuntamento con la morte (One way street) (1950)
- Vagabondo a cavallo (Saddle Tramp) (1950)
- La rivolta degli Apaches (Apache Drums) (1951)
- Il marchio del rinnegato (The Mark of the Renegade) (1951)
- I miei sei forzati (My six convicts) (1952)
- La frontiera indomita (Untamed Frontier) (1952)
- Notti del Decamerone (Decameron Nights) (1953)
- Ballata selvaggia (Blowing Wild) (1953)
- Una mano nell'ombra (Man in the attic) (1953)
- La spia dei ribelli (The Raid) (1954)
- Pioggia di piombo (Black Tuesday) (1954)
- Il ladro del re (The King's Thief), co-regìa con Robert Z. Leonard (1955)
- I girovaghi (1956) in Italia
- La spada imbattibile (1957) in Italia
- La casbah di Marsiglia (Seven Thunders) (1957) in Gran Bretagna
- La tigre (Harry Black) (1958) in Gran Bretagna
- Marco Polo (1962) co-regia con Piero Pierotti, in Italia
- I raggi mortali del dottor Mabuse (Die Todesstrahlen des Dr. Mabuse) (1964) in Germania
- La battaglia di Fort Apache (Old Shatterhand) (1964)
- El Cjorro (1966) in Spagna
- Operazione terrore (Los monstruos del terror) (1969) in Spagna, co-regia Tulio Demicheli
- La mala vida (1973)
- Más allá del sol (1975)